# ¡¡Que corra la voz!!
A Que corra la voz (jelentése spanyolul „Szálljon a hír”) a spanyol Ska-P együttes ötödik stúdióalbuma 2002-ből.

## Számok
1. Estampida
2. Consumo gusto
3. Welcome to Hell
4. Casposos
5. Niño soldado
6. Intifada
7. McDollar
8. Solamente por pensar
9. Insensibilidad
10. Esquirol
11. El olvidado
12. Mis colegas